# География на Салвадор
Салвадор е най-малката държава в континенталната част на Централна Америка, разположена покрай брега на Тихия океан. Площта ѝ възлиза на 20 742 km², а населението към 1 януари 2021 г. – 6 314 000 души. Столица е град Сан Салвадор. На запад и северозапад Салвадор граничи с Гватемала (дължина на границата 203 km), а на север и изток – с Хондурас (341 km). Общата дължина на сухоземните граници (в т.ч. речни) е 544 km. На юг Салвадор се мие от водите на Тихия океан с дължина на бреговата ивица 341 km. От границата с Гватемала до устието на река Лерма брегът е почти праволинеен, без удобни естествени пристанища. След това на изток става нисък, заблатен, с множество лагуни. В най-източната му част дълбоко навътре в сушата се вдава залива Фонсека, като на Салвадор принадлежи неговата западна част.
Крайни точки:
- крайна северна точка – 14°27′02″ с. ш. 89°23′33″ з. д. / 14.450556° с. ш. 89.3925° з. д., граница с Гватемала.
- крайна южна точка – 13°09′15″ с. ш. 87°53′53″ з. д. / 13.154167° с. ш. 87.898056° з. д., бряг на Тихия океан.
- крайна западна точка – 13°44′43″ с. ш. 90°07′57″ з. д. / 13.745278° с. ш. 90.1325° з. д., бряг на Тихия океан, на границата с Гватемала.
- крайна източна точка – 13°48′10″ с. ш. 87°42′30″ з. д. / 13.802778° с. ш. 87.708333° з. д., десен бряг на река Гаоскоран, на границата с Хондурас.

## Релеф, геоложки строеж
По-голямата част от Салвадор се заема от вулканична планинска земя с височина 600 – 700 m, с верига от угаснали на север и действащи (Санта Ана 2381 m – най-високата точка на Салвадор, Сан Висенте 2181 m, Сан Мигел 2129 m, Исалко 1885 m и др.) вулкани. Често явление в страната са силните, а често и катастрофалните земетресения. В крайната северна част на страната, зад широка надлъжна тектонска падина, по която тече река Лерма се издига южния край на кристалинното плато на Хондурас с височина до 1859 m. На юг, покрай брега на Тихия океан се простира ивица от алувиална низина с ширина 10 – 30 km. На запад, на места тя е пресечена от лавови потоци, които в някои участъци достигат до брега на океана, а на изток от устието на река Лерма е изпъстрена с лагуни.

## Климат, води
Климатът на Салвадор е тропичен, пасатен. Средните месечни температури в столицата Сан Салвадор са 22 – 24°С, а в низините с 2 – 3°С по-високи. Годишната сума на валежите е от 1500 – 1800 mm/m² (на север до 2500 mm/m²), до 600 – 700 mm/m² в тектонската падина на река Лерма. В страната има множество къси, бурни и маловодни през сухия сезон реки и вулканични езера. Най-големите реки са: Лемпа (422* km), Пас (134* km, по границата с Гватемала), Гаоскоран (130* km, по границата с Хондурас), а най-голямото езеро е Гюиха (45 km²).

## Почви, растителност, животински свят
В страната преобладават планинските кафеникаво-червени фералитизирани и плодородните вулканични почви. Естествената растителност, представена предимно от тропически гори и храсти, с опадващи през сухия сезон листа е почти унищожена. В най-високите части на планините са се съхранили смесени дъбово-борови гори. Във фауната, наред с тапирите, броненосците, широконосите маймуни, кръвосмучещите прилепи и други представители на неотропичната зоогеографска област, са характерни и североамерикански животни – зайци, земеровки, полевки, двуутробни плъхове. има множество видове птици, влечуги и насекоми.